# Depende
Depende è il secondo album in studio del gruppo musicale spagnolo Jarabe de Palo, pubblicato nel 1998. In Italia è stato pubblicato con l'aggiunta del brano Dipende, realizzato con la collaborazione di Jovanotti.

## Tracce
1. Depende – 4:22
2. Pura sangre – 4:06
3. Te miro y tiemblo – 4:28
4. Plaza de las palmeras – 3:53
5. Realidad o sueño – 4:22
6. Agua – 4:17
7. Perro apaleao – 3:22
8. Vivo en un saco – 4:14
9. Toca mi canción – 4:39
10. Duerme conmigo – 3:21
11. Vive y deja vivir – 4:26
12. Mi mundo en tu mano – 3:24
13. Adiós – 4:48
14. A lo loco – 4:13

## Formazione
Gruppo
- Pau Donés - voce, chitarra
- Marià Roch - basso
- Alex Tenas - batteria
- Jordi Mena - chitarra acustica, chitarra elettrica, dobro
- Toni-Chupi Saigi - tastiere, pianoforte, organo
- Dani Forcada - percussioni

Altri musicisti
- Joe Dworniak - basso
- Frank Tontoh - batteria
- Glenn Nightingale - chitarra elettrica, chitarra spagnola, tres
- Jose Antonio Carmona - chitarra flamenco, cajón, cori
- Jose Miguel Carmona - chitarra flamenco
- Juan Carmona - chitarra flamenco
- Nicky Brown - organo
- Danny Cummings - percussioni
- Matt Kemp - percussioni

## Classifiche
| Classifica (1998-2000) | Posizione massima |
| ---------------------- | ----------------- |
| Italia                 | 3                 |
| Spagna                 | 4                 |
| Svizzera               | 79                |